# Lange
Stuart Langelaan, conocido por su nombre artístico DJ Lange, es un músico del Reino Unido que compone música Trance y Trance Progresivo. Otros de sus seudónimos son: Firewall, LNG, Offbeat, SL, Vercetti y X-odus. Ganó popularidad gracias al sencillo editado en 2002, "Drifting Away" alcanzando la novena ubicación en la lista de éxitos del Reino Unido. En 2009 ocupó el puesto 31 en la encuesta realizada por la revista británica DJmag.

## Discografía

### Álbumes
Álbumes de estudio
- 2007 Better Late Than Never
- 2010 Harmonic Motion
- 2013 We Are Lucky People

Álbumes recopilatorios
- 1999 Tranceformer 2000 (Mixed By Mauro Picotto & Lange)
- 2003 A Trip In Trance 3 (Mixed By Lange)
- 2005 Global Phases Vol 1 (Mixed By Lange)
- 2009 Visions – Lange Recordings Sessions (Mixed By Lange)
- 2009 Lange pres. Intercity – Summer 2009 (Mixed By Lange)
- 2010 Lange pres. Intercity – Spring 2010 (Mixed by Lange)
- 2011 Passion – The Album (Mixed by Lange & Genix)
- 2011 Lange Remixed (Mixed by Lange)
- 2012 Lange pres. Intercity 100 – The Album (Mixed by Lange)
- 2013 Ministry of Sound – Trance Nation (Mixed By Lange)
- 2014 In Search Of Sunrise 12 (Mixed By Richard Durand & Lange)

### Sencillos
- 1998 "The Root of Unhappiness / Obsession"
- 1999 "I Believe" (con Sarah Dwyer)
- 2000 "Follow Me" (con The Morrighan)
- 2000 "You Take My Breath Away" (como SuReal)
- 2001 "Reflections / Touched" (como Firewall)
- 2001 "Always On My Mind" (como SuReal)
- 2001 "The Way I Like It" (como S.L.)
- 2001 "Memory" (con DuMonde)
- 2002 "Drifting Away" (con Skye)
- 2002 "Atacama / Summer in Space" (con Pulser como The Bass Tarts)
- 2003 "Sincere" (como Firewall)
- 2002 "Frozen Beach"
- 2003 "Don't Think It (Feel It)" (con Leah)
- 2003 "I'm in Love Again" (como X-odus con Xan)
- 2003 "I Believe 2003 / Follow Me" (con The Morrighan)
- 2003 "Intercity" (como LNG)
- 2004 "Kilimanjaro" (como Firewall)
- 2004 "Sincere For You" (con Kirsty Hawkshaw)
- 2004 "In Control / Skimmer" (como Vercetti)
- 2005 "If I Ever See You Again" (como Offbeat)
- 2005 "Sincere 2005" (como Firewall)
- 2005 "This Is New York / X Equals 69" (con Gareth Emery)
- 2006 "Bermuda / Radar" (con Mike Koglin)
- 2006 "Looking Too Deep" (como Firewall con Jav D)
- 2006 "Back on Track / Three" (con Gareth Emery)
- 2006 "Dial Me Up"
- 2006 "Another You, Another Me" (con Gareth Emery)
- 2007 "Red October"
- 2007 "Angel Falls"
- 2008 "Songless"
- 2008 "Out of the Sky" (con Sarah Howells)
- 2009 "Stadium Four" (con Andy Moor)
- 2009 "Let It All Out" (con Sarah Howells)
- 2009 "Happiness Happening 2009" (con Tracey Carmen)
- 2009 "Wanderlust" (como Firewall)
- 2010 "Under Pressure"
- 2010 "Live Forever" (con Emma Hewitt)
- 2010 "Strong Believer" (con Alexander Klaus)
- 2010 "Harmonic Motion"
- 2010 "All Around Me" (con Betsie Larkin)
- 2011 "Electrify" (con Fabio XB and Yves Lacroix)
- 2011 "Brandalism" (como LNG)
- 2011 "Harmony Will Kick You in the Ass" (como LNG)
- 2011 "Hoover Damn" (como LNG')
- 2011 "Lange Remixed EP1: Touched (Dash Berlin's 'Sense of Touch' Remix) / Under Pressure (Steve Brian Remix) / Angel Falls (Signalrunners Fierce Remix)"
- 2011 "Songless (Mark Sherry's Outburst Remix)" (con Jennifer Karr)
- 2012 "Our Way Home" (con Audrey Gallagher)
- 2012 "Crossroads" (con Stine Grove)
- 2012 "We Are Lucky People"
- 2012 "Destination Anywhere"
- 2013 "Hold That Sucker Down"
- 2013 "Immersion" (con Genix)
- 2013 "Our Way Home (The Remixes)" (con Audrey Gallagher)
- 2013 "Our Brief Time in the Sun"
- 2013 "Risk Worth Taking" (con Susana)
- 2013 "Follow Me 2013" (con The Morrighan)
- 2013 "A Different Shade of Crazy"
- 2013 "Harmony Will Kick You in the Ass / Hoover Damn (Remixes)" (como LNG)
- 2013 "Imagineer"
- 2013 "Fireflies" (con Cate Kanell)
- 2014 "Crossroads (Remixed)" (con Stine Grove)
- 2014 "Insatiable" (con Betsie Larkin)
- 2014 "Unfamiliar Truth (Remixed)"(con Hysteria!)
- 2014 "Hey! While The Sun Shines" (como LNG)
- 2014 "Top Of The World" (con Andy Moor con Fenja)
- 2015 "Formula None"
- 2015 "Origin"
- 2015 "Formula None (Remixes)"
- 2015 "Wired To Be Inspired"
- 2015 "Weaponized" (con Stephen Kirkwood)
- 2015 "You Are Free"
- 2015 "On Your Side" (con Tom Tyler)
- 2016 "Airpocalypse"

### Remezclas
Algunas de sus remezclas, son:
- 1998 DJ Quicksilver – "Timerider"
- 1999 Pet Shop Boys – "New York City Boy"
- 1999 Spacebrothers – "Heaven Will Come"
- 1999 Lost Witness – "Happiness Happening"
- 1999 Faithless –  "Why Go?"
- 2002 Ian Van Dahl – "Reason"
- 2008 Kyau & Albert – "Hide and Seek"
- 2009 Above & Beyond presents OceanLab – "I Am What I Am"
- 2012 Dash Berlin feat. Kate Walsh – "When You Were Around"
- 2013 Allure Feat. Emma Hewitt – "No Goodbyes"
- 2013 Dennis Sheperd & Cold Blue – "Fallen Angel"